# Bannihatti, Channagiri
Bannihatti là một làng thuộc tehsil Channagiri, huyện Davanagere, bang Karnataka, Ấn Độ.